# Битка код Бафеона
Битка код Бафеона вођена је 27. јула 1302. године између османске војске под Османом I са једне и Византијског царства под командом Ђорђа Моузалона са друге стране. Битка је део Византијско-османских ратова, а завршена је победом Османлија.

## Битка
Османлије су под Османом I упадали на територије Византије током последње две деценије 13. века. Због тога византијски цар Михаило IX организује поход на Османлије у пролеће 1302. године. Осман је избегавао отворену борбу и вештим маневрима изоловао Михаилову војску у Магнезији. Тако је Михаилов поход осуђен на неуспех, па је он одлучио да се врати у Цариград.
Како би осујетио напад Османлија на Михаилову војску, његов отац Андроник шаље на Османлије одред од 2000 људи под командом Ђорђа Моузалона. Осман сакупља војску од 5000 људи и напада византијску војску код Бафеона. Византијска војска је разбијена, а остатак се повукао назад на византијску територију.